# Streblocera opima
Streblocera opima är en stekelart som beskrevs av Chou 1990. Streblocera opima ingår i släktet Streblocera och familjen bracksteklar. Inga underarter finns listade i Catalogue of Life.